# Louis Brandeis
(Louis Brandeis)
Louis Brandeis (Louisville, 13 novembre 1856 – Washington, 15 ottobre 1941) è stato un avvocato e giurista statunitense, membro della Corte Suprema degli Stati Uniti dal 1916 al 1939.
È ricordato per aver perseguito gratuitamente tematiche di grande rilevanza sociale, promuovendo l'avanzamento del diritto in vari campi e la tutela delle libertà civili. Sostenne fortemente il movimento sionista statunitense.
Brandeis influenzò decisivamente l'amministrazione di Woodrow Wilson, in modo tale da sostenere la dichiarazione Balfour del 1917.

## Biografia
Brandeis crebbe a Louisville, nel Kentucky, da una famiglia di origini ebraiche, immigrata negli Stati Uniti dall'Europa. Studiò alla Harvard Law School, laureandosi all'età di vent'anni con la media più alta nella storia del College.
Si stabilì a Boston, dove divenne un noto avvocato grazie al suo lavoro sulle cause sociali che avrebbero apportato benefici alla società. Favorì lo sviluppo del concetto di diritto alla privacy scrivendo insieme a Samuel Warren un articolo dal titolo «The Right To Privacy» sulla Harvard Law Review, per il quale fu accreditato dallo studioso di diritto Roscoe Pound per aver compiuto "nientemeno che l'aggiunta di un nuovo capitolo al nostro diritto". Anni dopo, nel suo libro Other People's Money, suggerì i modi per tenere a freno il potere delle grandi banche e fondi d'investimento, che spiega parzialmente perché egli in seguito combatté contro potenti corporation, monopoli, corruzione pubblica, e consumismo di massa, che egli considerava essere a detrimento della cultura e dei valori americani. Egli divenne inoltre attivo nel movimento sionista, considerandolo una soluzione alla "questione ebraica", e all'antisemitismo in Europa e in Russia e, al tempo stesso, un modo per "rivitalizzare lo spirito ebraico".
Quando le finanze familiari divennero sicure, cominciò a dedicare la maggior parte del suo tempo alle cause di interesse pubblico, ciò che gli guadagnò in seguito il soprannome di “People's Lawyer”, l'“avvocato del popolo”. Brandeis insisteva nel patrocinare cause legali senza essere pagato, in modo da essere libero nell'affrontare le più ampie tematiche che vi erano implicate. Tra i primi casi degni di nota vi furono le azioni volte a prevenire i monopoli ferroviari, quelle a tutela del posto di lavoro e della legislazione sul lavoro, il supporto alla creazione del sistema della Federal Reserve, la presentazione di idee per la nuova Federal Trade Commission (FTC). Acquisì visibilità per aver proposto una memoria difensiva, divenuta famosa come "Brandeis Brief," basata su perizie di esperti in altre professioni chiamati a sostenere la sua tesi, stabilendo così un nuovo precedente nella presentazione delle prove.
Nel 1916, il Presidente Woodrow Wilson nominò Brandeis alla Corte Suprema degli Stati Uniti. Tuttavia, la sua nomina fu aspramente contestata, in parte perché, come scrisse il giudice supremo William Orville Douglas, - “Brandeis era un crociato militante in favore della giustizia sociale, qualunque fosse la sua controparte. Era pericoloso non solo per la sua brillantezza, la sua precisione, il suo coraggio. Era pericoloso perché incorruttibile [...] i timori dell'Establishment erano accresciuti dal fatto che Brandeis era il primo ebreo nominato alla Corte suprema". Egli fu comunque confermato e sarebbe diventato una delle più famose e influenti figure che abbiano mai fatto parte della Corte. Le sue opinioni legali erano, secondo gli studiosi di diritto, tra le “più grandi difese” della libertà di parola e del diritto alla privacy mai scritte da un membro dell'Alta Corte.
La Brandeis University del Massachusetts prende il suo nome.

## Legami familiari
Era cugino di secondo grado di Irma Brandeis.

## Opere
- Other People's Money - and How the Bankers Use It, Bedford Books of St Martin's, Boston, 1914